# Wolfgang Diehl (Alpinist)

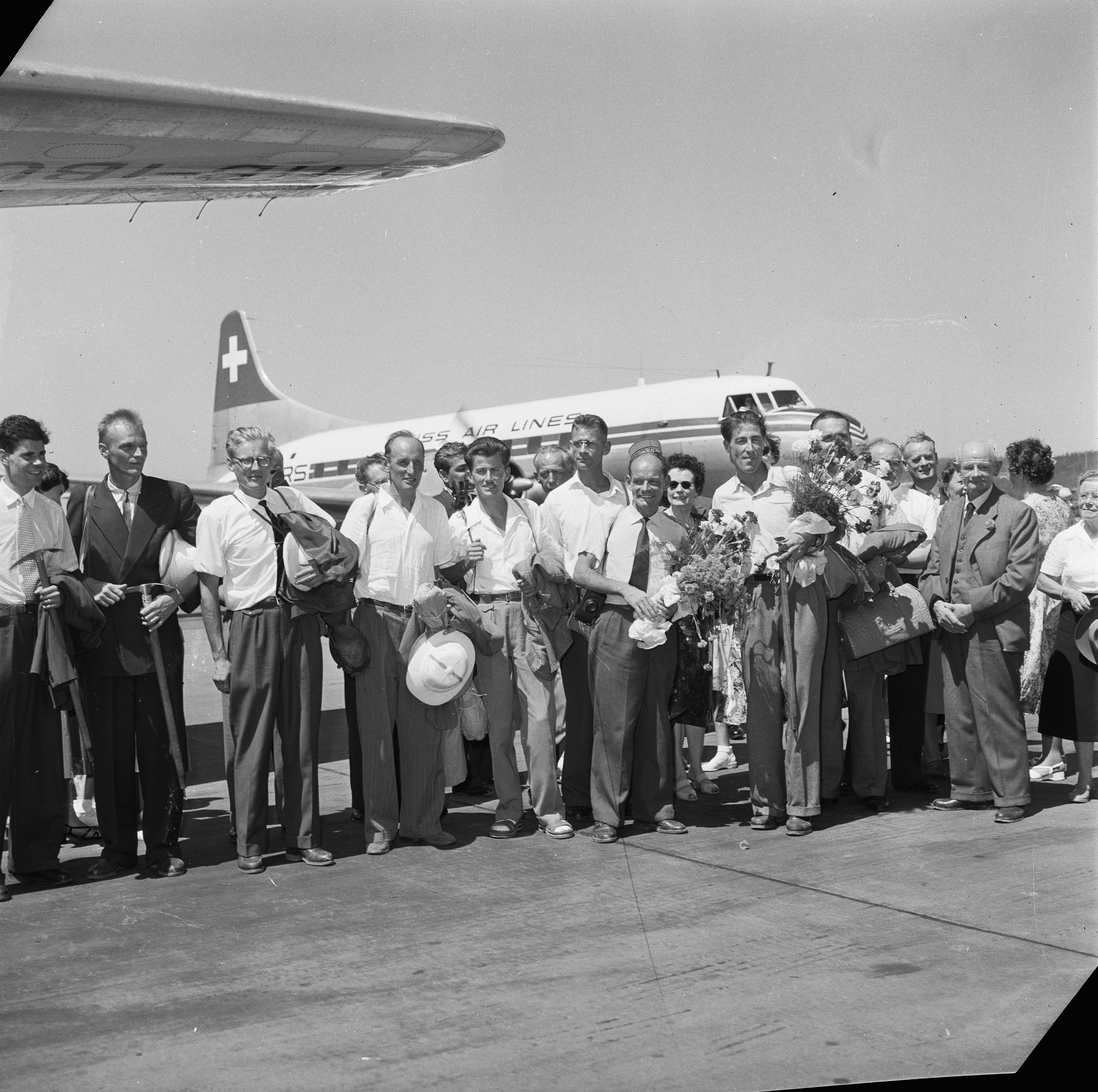
Himalaya-Expedition 1956: Wolfgang Diehl (kaum sichtbar, hinter Marmet 3. von links)

Wolfgang Diehl (* 1908 in Wien; † 17. Juni 1990 in Bern) war ein Schweizer Jurist, Alpinist und Stellvertreter des Expeditionsleiters der Schweizer Himalaya-Expedition 1956.

## Leben
Diehl wuchs in Wien und Eberberg bei München auf. In Solothurn besuchte er das Gymnasium und unternahm seine ersten Klettertouren am Weissenstein und im Jura. Er studierte Rechtswissenschaft an der Universität Bern und wurde 1930 Mitglied des Akademischen Alpenclubs Bern.
Mit A. und W. Baltzer,  W. Baumgartner, K. Bürgi, W.  Lang und A. Müller sind ihm zahlreiche Neutouren in den Alpen gelungen, wie Rinderhorn NE-Flanke, Kleines Wannenhorn SE-Wand, Doldenhorn Südgrat, Jumelle Südwestgrat, Mittagfluh Südkante, und Dent de Ruth SSW-Sporn («Epéron Diehl»).
Er bestieg Gipfel in Nordafrika (Hoher Atlas), Mexiko (Popocatepetl), USA (Yosemite-National-Park-Gipfel) und mit der AACB-Expedition 1958 den Ruwenzori. Die Sommer 1951 bis 1955 und 1957 verbrachten er und junge AACB-Mitglieder mit der dänischen Lauge Koch Expedition in Ostgrönland (Dansketinden, Erik Rødes Tinde). Am 2. August 1953 gelang ihm gemeinsam mit Hansruedi von Gunten und John Haller die Erstbesteigung des Shackleton Bjerg.
Bei der Schweizer Himalaya-Expedition 1956 der Schweizerischen Stiftung für Alpine Forschung war er Stellvertreter des Expeditionsleiters Albert Eggler.
1968 wurde er als alpinistischer Lehrmeister einer ganzen Generation des AACB zu dessen Ehrenmitglied ernannt.